# Franz
Franz August Helfreich (Niterói-RJ, 22 de maio de 1936), mais conhecido como Franz, é um ex-futebolista brasileiro que atuava como goleiro. 

## Carreira
Atuou durante os anos 50 e 60, defendendo o Canto do Rio, o Flamengo, o Vasco da Gama, e o São Cristóvão.

## Seleção Brasileira
Defendeu também a Seleção Brasileira, sendo campeão do Campeonato Sul Americano de Acesso de 1964. Por ter feito bons jogos no torneio, ele passou a ser o virtual dono camisa 1 para a Copa-1966. Inclusive, quando os repórteres insistiam para a comissão técnica adiantar os convocados para uma excursão ao exterior, a única resposta era: convocação certa só a de Franz. Em uma partida no Torneio Rio-São Paulo-1965, porém, ele se machucou e não pode disputar a Copa.

## Conquistas
Flamengo
- Troféu Naranja: 1964
- Campeonato Carioca de Futebol: 1965

Seleção Brasileira
- Campeonato Sul Americano de Acesso: 1964